# Poul Heltzen
Poul Heltzen (ved dåben: Hellesen) (25. marts 1711 i Christiania – 10. maj 1772 på Lilliendal) var en dansk-norsk embedsmand.
Heltzen var søn af købmand og rådmand i Christiania Helle Mikkelsen og Sophie Cathrine Poulsdatter Vogt. På både sværd- og spindesiden tilhørte Heltzen rige og anerkendte gamle slægter.
Sammen med sin yngre bror Michael Heltzen blev Poul Heltzen i 1729 immatrikuleret ved Københavns Universitet. I 1733 modtog brødrene et kongelig rejsestipendium til at studere bjerg- og forstvidenskab i Tyskland; en rejse som varede syv år. En stærk motivation for brødrenes valg af studieretning antages at være deres tante Anna Krefting, født Vogt, som ejede og drev Bærum Værk. I udstedelse af et kongelig rejsepas og i kongelig anbefaling til flere tyske fyrster var deres navn ændret til Heltzen. Dette blev siden antaget som familienavn; også af deres søstre Anne-Cathrine, gift med Peder Leuch, og Cathrine, gift med Niels Leuch til Bogstad.
Heltzen var kommitteret og siden deputeret i Rentekammeret i København fra 1740 til 1771. Han blev i 1759 etatsråd, 1768 konferensråd og havde ansvaret for begge nordenfjeldske stifter (Norge), Island og Færøerne, samt ansvaret for bjerg- og forstindustrien i Rentekammeret. Han fik senere udvidet sit virkefelt til også at inkludere ansvaret og styret for Københavns Civiletats og Sjællands Stifts kontorer m.m., samt Den kongelige Enkekasse.
Poul Heltzen var gift med Karen Collett og fik flere børn, men hvoraf kun to nåede voksenalderen: Christian Ernst Heltzen og Sophia Charlotte Heltzen, gift med kommandør og kammerherre Hans Gustav Lillienskiold til Lilliendal. Poul Heltzen opførte i 1755-57 et palæ i Amaliegade 7, København. Det blev i 1915 revet ned og erstattet af den nuværende bygning.
Både den danske og norske slægt Heltzen nedstammer fra Poul Heltzens søn, berghauptmann Christian Ernst Heltzen, og dennes tre sønner; sorenskriver Paul Frederik Michael Heltzen, sognepræst Iver Ancher Heltzen og oberst, kammerherre Christian Ludvig Gustav von Heltzen.